# Petr Vaďura
Petr Vaďura (* 23. července 1962 Šumperk) je metodistický kazatel a pastor, filozof, vychovatel, moderátor. Byl rozhlasovým reportérem.  

## Studium
Petr Vaďura vystudoval Filozofickou fakultu Univerzity Karlovy v Praze, během studií se stal křesťanem.

## Život
Je ženatý, s manželkou Evou vychovali čtyři děti.

### Zaměstnání
Roku 1986 nastoupil jako učitel na základní školu do Hronova, z důvodů svědomí však odmítl podepsat učitelský slib. Dva roky (1987–1989) pak působil jako vychovatel v Jedličkově ústavu. 

#### Církev
V letech 1989–1992 byl zaměstnancem Křesťanských sborů, od r. 1993 působil jako misijní pracovník. Od roku 2012 je zaměstnán Evangelickou církví metodistickou. Od roku 2015 v Tachově působil jako metodistický kazatel. Od roku 2022 působí jako kazatel v Plzeňském sboru v Husově ulici. 

#### Média
Od poloviny 90. let spolupracuje s různými rozhlasovými a televizními stanicemi. Nejprve s TWR - Rádiem7, dále s Českým rozhlasem Plzeň, Radiožurnálem a Českou televizí. Od roku 2009 byl pro práci s rozhlasem zaměstnán Plzeňským biskupstvím a Evangelickou církví metodistickou. V současnosti působí jako externí rozhlasový redaktor v náboženských pořadech Vltavy, Českého rozhlasu Regiony a jako moderátor v televizi Noe. Mezi léty 2011-2023 působil také jako šéfredaktor časopisu Slovo a život.
Vedl diskusní pořad "Biblická studna" na TV Noe.

## Dílo
- Petr Vaďura, Miloš Rejchrt: Dveře se otvírají, Vyšehrad 2017
- Petr Vaďura, Gabriela Ivana Vlková: Izajáš - Svědectví o vítězící důvěře, Vyšehrad 2014
- Petr Vaďura, Jiří Beneš: Nevystižitelný Bůh, Vyšehrad 2010
- Petr Vaďura, Jan Heller: Znamení odkazující k nebi, Vyšehrad 2007
- Petr Vaďura, Petr Pokorný: Má to smysl, Vyšehrad 2017
- Petr Vaďura, Pavel Hošek: V dobrých rukou, Vyšehrad 2013
- Petr Vaďura, Jan Heller: Na čem mi záleží, Vyšehrad 2009
- Petr Vaďura, Jan Sokol: Zůstat na zemi, Vyšehrad 2008
- Petr Vaďura, Ladislav Heryán: Země bez obzoru 2015
- Petr Vaďura: Prameny pro divoké osly, Vyšehrad 2020
- Petr Vaďura, Jiří Beneš: Pradějiny, Kalich 2010